# Thelypteris lonchodes
Thelypteris lonchodes är en kärrbräkenväxtart som först beskrevs av D. C. Eat., och fick sitt nu gällande namn av Ren-Chang Ching. Thelypteris lonchodes ingår i släktet Thelypteris och familjen Thelypteridaceae. Inga underarter finns listade.